# آيت بوجمعة (عوينة لهنا)
آيت بوجمعة هي إحدى مشيخات المملكة المغربية، تتبع جغرافيا لإقليم آسا الزاك وإداريًا لعوينة لهنا. يقدر عدد سكانها بـ 446 نسمة حسب الإحصاء الرسمي للسكان والسكنى لسنة 2004.